# Shabby chic

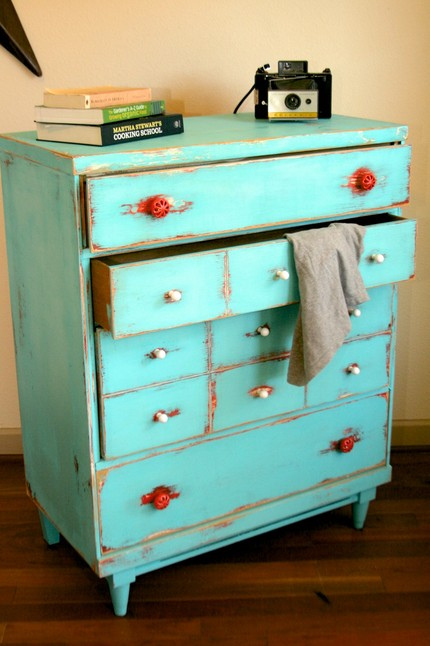
Una cassettiera in stile shabby chic.

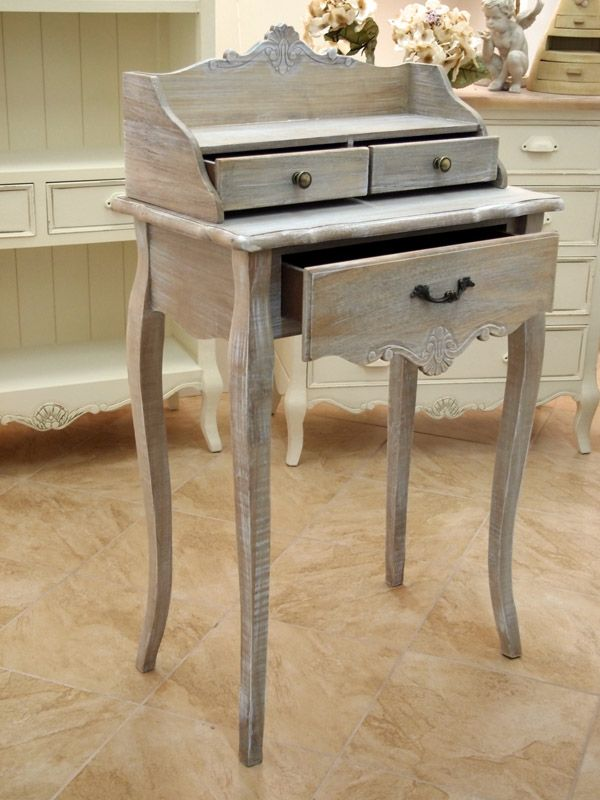
Scrittoio con segni di usura artificiali in stile shabby-chic.

Lo shabby chic è uno stile di design degli interni in cui mobili, accessori e arredi sono scelti per il loro aspetto invecchiato e usurato, che può essere autentico o frutto di un'apparenza realizzata appositamente.

## Storia
Lo stile shabby chic nasce in Gran Bretagna e rievoca il tipo di decorazioni delle tipiche case di campagna inglesi, con divani e tende in chintz e vecchie pitture; altri influssi sullo shabby chic provengono dalle decorazioni a dipinto svedesi del XVIII secolo, dai castelli della Valle della Loira francesi e dal design degli Shakers americani. Il termine è stato coniato per la prima volta dalla rivista britannica The World of Interiors nel 1980.
Negli Stati Uniti, a partire dagli anni ‘80, lo stile shabby chic si è imposto con successo nelle classi borghesi, in particolare tra gli amanti dell’arte e dell’artigianato di qualità, in un periodo in cui la diffusione di mobili e complementi d’arredo costosi era ormai una realtà radicata.
Lo stile Shabby chic è, attualmente, uno degli stili più di tendenza nel campo dell'arredamento e dell'interior design per il tocco di romanticismo ed eleganza che è in grado di imprimere a tutti gli ambienti della casa per cui viene utilizzato, dalla cucina alla camera da letto passando per il salotto. Inoltre, questo stile d'arredamento si contraddistingue per le tonalità pastello e il riutilizzo di vecchi arredi tramite la tecnica del decapè. Molti interior designer lo associano allo stile provenzale.